# Intan Jaya (Kunto Darussalam)
Intan Jaya is een bestuurslaag in het regentschap Rokan Hulu van de provincie Riau, Indonesië. Intan Jaya telt 1054 inwoners (volkstelling 2010).